# Эвтихидис, Фрасос
Фрасос Эвтихидис, полное имя Фрасивул(ос) Эвтихидис (греч. Θρασύβουλος Ευτυχίδης, 16 августа 1965, Салоники) — глава отдела финансовых программ ЕС при префектуре Салоник, координатор Центра исследования и развития греческой культуры стран Причерноморья «Маври Таласса» при префектуре Салоник; менеджер по связям с общественностью Союза греков зарубежья, Всемирного Совета греков зарубежья.

## Биография
Родился в городе Салоники, однако образование получил в Советском Союзе, в Институте международных отношений Киевского государственного университета. После возвращения на родину начал карьеру государственного служащего. С 1991 года с перерывами занимал должность советника номарха Салоник. Был советником Министра транспорта Греции. Сейчас также занимает пост главы отдела финансовых программ ЕС при префектуре Салоники.
Фрасос Эвтихидис является одним из главных координаторов двусторонних отношений между властью Греческой республики и греческими общинами за рубежом. По его инициативе с 2005 года осуществляется программа «Гостеприимство», благодаря которой каждое лето школьники, этнические греки стран СНГ (России, Украины и Грузии), имеют возможность отдохнуть в Ситонии и познакомиться со своей исторической родиной.
В 2008 году при личном содействии Фрасоса Эвтихидиса было получено разрешение властных структур Турции на совершения паломничества к древнему православному монастырю Панагия Сумела в Трабзоне. Кроме того, во время паломничества в Трабзон была доставлена чудотворная икона Богородицы, написанная евангелистом Лукой. Икона была вывезена из монастыря понтийских греков в начале XX века, таким образом они спасли её во время греко-турецкого обмена населением.